# Actinomycetes
 (novembre 2022).
 (avril 2025).
Si vous disposez d'ouvrages ou d'articles de référence ou si vous connaissez des sites web de qualité traitant du thème abordé ici, merci de compléter l'article en donnant les références utiles à sa vérifiabilité et en les liant à la section « Notes et références ».
Classe
Synonymes
- Actinomycetia Salam et al. 2020
- Arabobacteria Cavalier-Smith 2002
- Arthrobacteria Cavalier-Smith 2002
- Actinobacteria Stackebrandt et al. 1997

Les Actinomycetes (en français les Actinomycètes ; anc. Actinobacteria — les Actinobactéries) sont une classe de bactéries filamenteuses à Gram positif du phylum des Actinomycetota. Son nom provient de Actinomyces qui est le genre type de cette classe.
La majorité de ces espèces, plutôt que vivre en liberté, ont évolué pour devenir commensales ou symbiotes de plantes, champignons, insectes, éponges et d'autres organismes, où elles sont saprophytes et principalement telluriques. Quelques-unes, comme celles du genre Mycobacterium, peuvent être pathogènes pour l'espèce humaine avec un tropisme pour les individus à l'immunité affaiblie. Certaines vivent à l'intérieur de plantes pour lesquelles elles fixent l'azote de l'air et produisent des antibiotiques naturels.
Certaines de ces bactéries sont anaérobies comme Bifidobacterium, mais la plupart, comme les Nocardia ou les Streptomyces, sont aérobies.
Avec les cyanobactéries, elles secrètent, lorsqu'elles produisent des spores, la géosmine qui donne au sol l'odeur de terre fraîchement retournée ou mouillée après une période sèche.

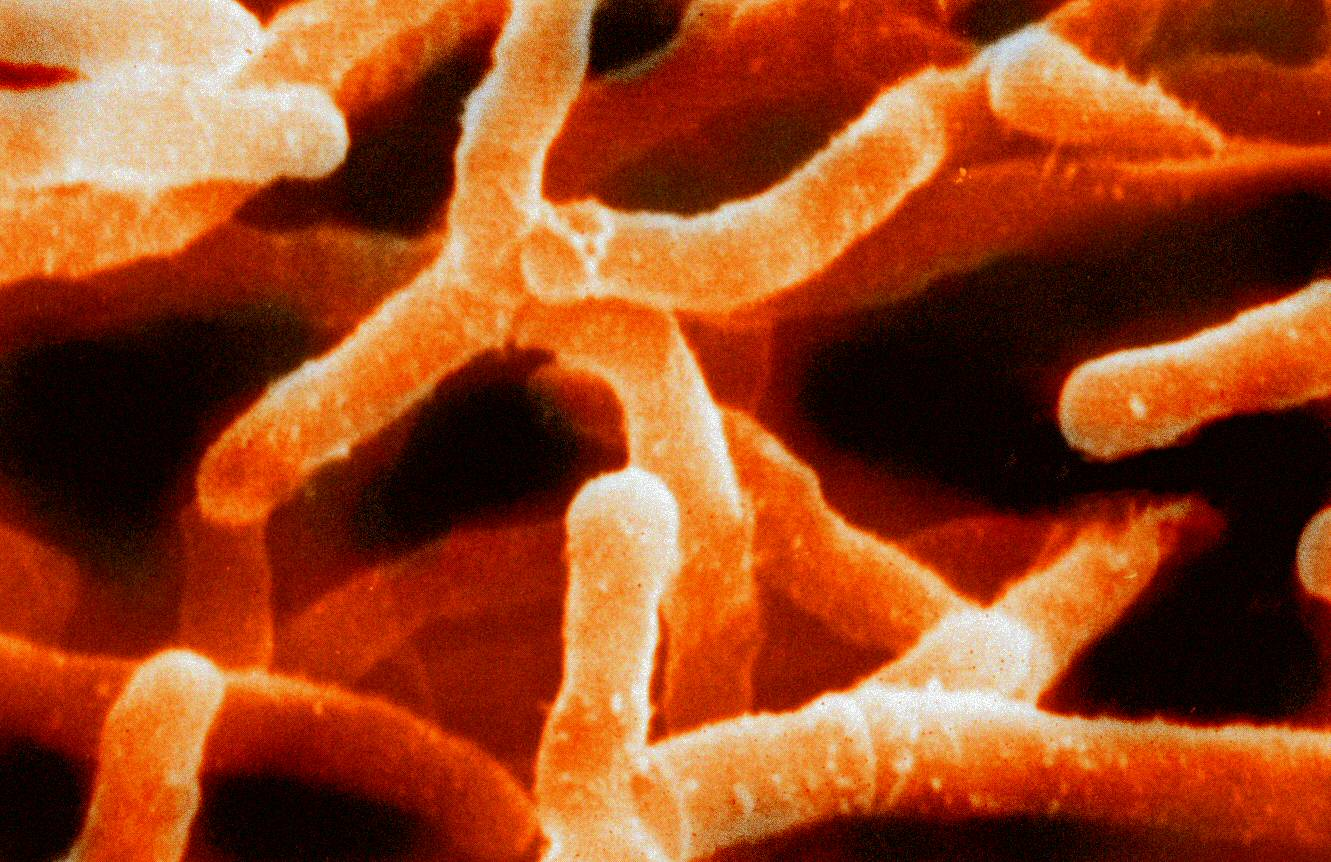
' visualisées au MEB (fausses couleurs).

## Taxonomie
Le nom correct complet (avec auteur) de ce taxon est Actinomycetes Krassilnikov 1949.
Le genre type est Actinomyces Harz 1877.

### Étymologie
L'étymologie de cette classe est la suivante: N.L. masc. n. Actinomyces, genre type de l'ordre type de cette classe; N.L. masc. pl. n. Actinomycetes, la classe des Actinomycetales (pluriel nominatif des Actinomyces). Le terme est composé de deux radicaux : Actino du grec ancien ἀκτῖνος, aktînos, génitif singulier de ἀκτίς, aktís (rayon par analogie aux filaments) et Myces du grec ancien μύκης, múkês (champignon, car historiquement considéré comme mycose).

## Liste d'ordres
Selon la base taxonomique LPSN (16 avril 2025), cette classe comprend les ordres publiés de manière valide :
- Acidothermales Sen et al. 2014
- Actinomycetales Buchanan 1917
- Bifidobacteriales Stackebrandt et al. 1997
- Catenulisporales Donadio et al. 2015
- Cryptosporangiales Nouioui et al. 2018
- Frankiales Sen et al. 2014
- Geodermatophilales Sen et al. 2014
- Glycomycetales Labeda 2015
- Jatrophihabitantales Salam et al. 2020
- Jiangellales Tang et al. 2015
- Kineosporiales Kämpfer 2015
- Kitasatosporales Kämpfer 2022
- Micrococcales Prévot 1940
- Micromonosporales Genilloud 2015
- Motilibacterales Salam et al. 2020
- Mycobacteriales Janke 1924
- Nakamurellales Sen et al. 2014
- Propionibacteriales (Rainey et al. 1997) Patrick & McDowell 2015
- Pseudonocardiales Labeda & Goodfellow 2015
- Sporichthyales Nouioui et al. 2018
- Streptosporangiales Goodfellow 2015

## Classification
Le groupe des actinomycètes et Nocardia a souvent été présenté comme à cheval entre bactéries et champignons. Leurs effets pathologiques furent classés par certains parmi les mycoses, par d'autres, parmi les infections bactériennes.
Il ne se rapproche en fait des champignons que par l'existence de filaments ramifiés évoquant un mycélium. La ressemblance n'est que morphologique, la phylogénie moléculaire a montré sans appel l'appartenance du groupe aux bactéries ; cette phylogénie est soutenue morphologiquement par la finesse de ces filaments (maximum 1 micromètre, les filaments mycéliens allant de 2 à 5 micromètres) et par le fait que, en culture surtout, ces filaments se fragmentent au point de ressembler beaucoup à des bacilles, d'aspect similaire à celui des Corynebacterium. Par ailleurs, la composition de leur paroi et corrélativement leur sensibilité aux antibiotiques les rapprochent des bactéries.
Beaucoup d'actinobactéries ont des formes filamenteuses évoquant les mycéliums des champignons, où elles étaient initialement classées sous l'ancienne appellation Actinomycetes Krassilnikov 1949 (en français Actinomycètes avec accent grave) aujourd'hui à nouveau officielle par raison d'ancienneté, mais sans impliquer, comme la plupart des noms en -mycètes, qu'il s'agisse de champignons.
À l'inverse des Firmicutes, autre grand groupe de bactéries gram positive, ils ont un fort taux de GC et quelques espèces produisent des exospores.

## Habitats
Ces bactéries occupent deux types très différents d'habitats : 
1. Le sol : les actinobactéries libres se trouvent essentiellement dans le sol. Elles comptent parmi les principaux acteurs de la vie du sol et du cycle du carbone en contribuant à la décomposition des matières organiques et en particulier de la cellulose et de la chitine lors du processus de formation de l'humus. Ces bactéries peuvent se regrouper sous forme de filaments qui produisent des cystes (fructifications, ici des endospores) pour résister à un milieu défavorable (par exemple, en présence de myxomycètes).
2. D'autres organismes : c'est le cas des actinobactéries symbiotes de plante, de champignons et d'animaux. Ainsi les actinobactéries endophytes (vivant à l'intérieur de plantes) contribuent à la défense de ces plantes et à leur bonne croissance[6].
C'est aussi le cas de quelque pathogènes comme Mycobacterium.

La plupart des actinobactéries sont aérobies, mais quelques-unes, comme Actinomyces israelii (en) supportent l'anaérobiose.

## Utilisations
Cette famille de bactérie est diversifiée et produit de nombreuses molécules intéressantes pour l'agriculture, les biotechnologies et la médecine. Cette famille présente en effet une capacité inégalée à produire de nombreux composés organiques complexes présentant souvent un intérêt pharmaceutique, dont la majorité des antibiotiques aujourd'hui utilisés en clinique. Certaines Actinobactéries peuvent cependant être pathogènes, ce qui devrait inciter à la prudence si elles devait être utilisées vivantes chez l'homme ou l'animal.
Selman Waksman a découvert en 1940 que les bactéries du sol qu'il étudiait produisaient de l'actinomycine. Ceci lui a valu un prix Nobel. Depuis, des centaines d'antibiotiques naturels ont été découverts chez ces microorganismes, en particulier au sein du genre Streptomyces. L'une d'entre elles ne résiste cependant pas à une autre bactérie qui peut la parasiter (voir plus bas).
Ces bactéries produisent de nombreux antibiotiques et enzymes (dont certains dégradent les polymères naturels complexes tels que la lignocellulose.
D'après des tests faits en laboratoire, il semble possible d'utiliser des actinomycètes en bioréacteur, en conditions aérobies, pour dépolluer lentement de l'air contaminé par le trichloroéthylène (TCE) en les alimentant en phénol ; le phénol fournit ici une pression sélective favorisant l'enrichissement spontané en actinomycètes. La culture d'actinomycètes était capable de dégradation du cis-DCE (1,2-Dichloroéthène).
Certaines actinobactéries sont des microbes bénéfiques atténuant divers stress biotiques et abiotiques, et améliorant la croissance des plantes. Associées aux champignons mycorhyziens, elles sont une alternative à l'utilisation de pesticides et d'engrais chimiques. Une difficulté est qu'on connait encore mal les facteurs qui contrôlent l'expression des nombreux gènes biosynthétiques de ces bactéries, apparus lors de leur co-évolution avec leurs hôtes et qui codent une grande diversité de métabolites biochimiques. Ainsi « de nombreux groupes de gènes biosynthétiques pour les antibiotiques sont mal exprimés en condition de laboratoire, mais ils sont probablement exprimés en réponse à des demandes spécifiques à l'hôte ».

## Parasitose par une microbactérie, et antibiorésistance
À l'occasion d'une analyse métagénomique d'échantillons de salive humaine a été récemment découverte (publication 2016 ) une minuscule bactérie parasite de la bactérie Actinomyces odontolyticus. L’ARN de cette bactérie avait déjà été signalé, mais nul ne savait de quel organisme il pouvait provenir. Ce micro-parasite bactérien est dotée d’un patrimoine génétique très petit (700 gènes environ, à comparer aux 2200 gènes d’A. odontolyticus). Il semble fortement dépendant de son hôte (couple A. odontolyticus + être humain en l’occurrence) . Sa présence est en fait observées depuis plusieurs années, et était déjà associé à certaines formes de gingivites, de fibrose kystique et à des mécanismes de résistance aux antimicrobiens, mais sans que la bactérie ait été identifiée comme organisme parasite et sans que sa biologie ne soit comprise. Comme dans le cas de la seule autre bactérie parasite d’archées connue (Bdellovibrio, découverte un peu plus tôt et classée parmi les Delta Proteobacteria), une cellule libre très motile et rapide, qui traque des archées pour les parasiter. Elle est en outre dotée d’un patrimoine génétique au contraire plus important que la moyenne pour des bactéries de cette taille. La « nouvelle bactérie salivaire », bien plus petite que la plupart des autres bactéries, peut aussi vivre à la surface de ses bactéries-hôtes ; elle a un patrimoine génétique anormalement restreint qui la rend aussi très dépendante de son hôte. Elle est initialement utile à son hôte mais finalement pathogène pour lui, et indirectement aussi pour l’homme. De telles caractéristiques n’avaient jamais été trouvées chez une bactérie.
Il semble que dans un premier temps, les hôtes (Actinomyces) tolèrent ces micro-parasites qui s’attachent eux-mêmes à sa membrane externe de leur hôte en prélevant des nutriments via la membrane, puis dans un second temps le parasite attaque et tue l’hôte en perçant cette membrane. C’est pourquoi cette espèce n’avait pas été découverte (car elle ne peut être cultivée en boite de Petri) indépendamment de son hôte Actinomyces ; ce qui laisse penser que de nombreuses autres bactéries parasites pourraient exister sans avoir été découvertes, pour la même raison, car de nombreux indices (génétiques notamment) plaident pour des interactions durables entre microbes, parasitaires notamment).
Ce micro-parasite pourrait être directement ou indirectement lié à certaines maladies car des taux plus élevés de son ADN ont été retrouvés chez des patients victimes de maladies des gencives ou de fibrose kystique. Les Actinomyces sont connues pour être potentiellement pathogènes pour les gencives, mais sont normalement contrôlées par les globules blancs (macrophagie), or il semble que les bactéries infectées par le parasite puissent échapper aux macrophages (par un mécanisme encore à éclaircir), ce qui leur permettraient d’impunément de se développer dans les gencives.
Les deux seules bactéries parasites d'autres bactéries connues ont en commun la capacité de rendre leurs hôtes résistants à la streptomycine, point qui pourrait éclairer les phénomènes croissants d’antibiorésistance. Un traitement antibiotique par la streptomycine favorise donc indirectement la bactérie hôte, connue pour être pathogène pour l’Homme.